# Asjchabad
Asjchabad (Turkmeens: Aşgabat, Perzisch عشق آباد; Eshgh-abad, Russisch Ашхабад; Asjchabad) is de hoofdstad van de Centraal-Aziatische republiek Turkmenistan. Asjchabad ligt in de Karakum-woestijn aan de voet van het gebergte Kopet-Dag. De stad telde op 1 januari 2004 773.400 inwoners. De industrie produceert er onder andere bouwmaterialen, glas, textiel, dranken, schoenen en voedingsmiddelen. 

## Beschrijving

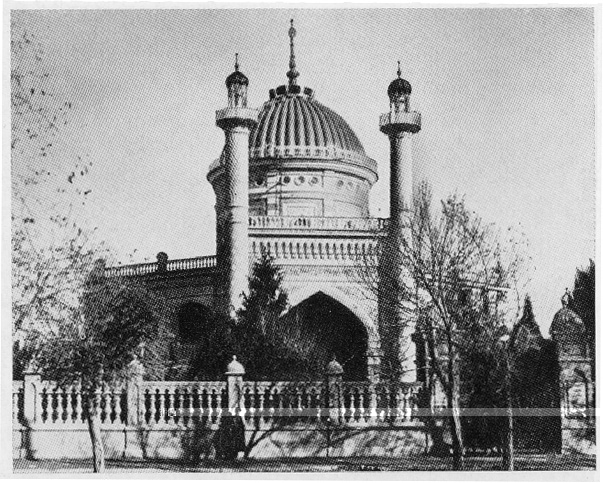
Het voormalige Bahá’í Huis van Aanbidding

Asjchabad is een relatief jonge stad: de eerste nederzetting verscheen rond 1818. De naam zou afkomstig zijn van het Perzische Ashk-abad wat zoiets betekent als 'de stad van Arsaces'. Een andere uitleg van de naam is dat het een verbuiging is van het Perzische Eshq (liefde)en abad (plaats).
De stad begon zich onder het bestuur van het Keizerrijk Rusland te ontwikkelen aan het eind van de 19e eeuw, nadat ze in 1885 was aangesloten op de Trans-Kaspische spoorlijn van Krasnovodsk (thans Toerkmenbashi) naar Tasjkent. Onder communistisch bestuur heette de stad tussen 1919 en 1927 Poltoratsk, naar de revolutionair Pavel Poltoratski. In 1948 werd de stad bijna geheel verwoest door een zware aardbeving. Daarna werd Asjchabad herbouwd tot een uitgestrekte stad met verspreid staande hoog- en laagbouw.
Asjchabad is een politiek-administratief en cultureel centrum. Zo heeft het onder andere een universiteit (gesticht in 1950) en een Academie voor Wetenschappen (sinds 1951), diverse hogescholen, theaters en musea, een botanische tuin en een dierentuin.
In Asjchabad werd tussen 1902 en 1907 de eerste bahai-tempel ter wereld gebouwd. Onder het communisme werd het gebouw gebruikt als een bibliotheek. Het werd door de aardbeving van 1948 zwaar beschadigd en in 1963 werden de restanten verwijderd.

### Klimaat
De gemiddelde jaartemperatuur in de stad bedraagt +16,3 °C, de gemiddelde windsnelheid 16 m/s en de gemiddelde luchtvochtigheid 56%.
| Maand                       | jan   | feb   | mrt   | apr  | mei  | jun  | jul  | aug  | sep  | okt  | nov   | dec  | Jaar  |
| --------------------------- | ----- | ----- | ----- | ---- | ---- | ---- | ---- | ---- | ---- | ---- | ----- | ---- | ----- |
| Hoogste maximum (°C)        | 28,7  | 32,6  | 36,6  | 39   | 44,5 | 46,7 | 45,5 | 45,5 | 45,6 | 40,1 | 35    | 33,1 | 46,7  |
| Gemiddeld maximum (°C)      | 7,9   | 10,1  | 15,2  | 23,3 | 30   | 35,6 | 38,2 | 36,7 | 31,5 | 23,5 | 15,8  | 9,3  | 23,2  |
| Gemiddelde temperatuur (°C) | 2,1   | 3,9   | 9,6   | 16,8 | 23   | 28,4 | 30,8 | 28,6 | 23   | 15,2 | 9,6   | 4,4  | 16,3  |
| Gemiddeld minimum (°C)      | −1    | 0,3   | 4,6   | 11,1 | 16,3 | 21   | 23,4 | 21   | 15,8 | 9,5  | 4,3   | 0,5  | 10,6  |
| Laagste minimum (°C)        | −24,1 | −20,8 | −13,3 | −0,8 | 0,2  | 9,2  | 10,4 | 10,3 | 2    | −5,1 | −13,1 | −16  | −24,1 |
|                             |       |       |       |      |      |      |      |      |      |      |       |      |       |
| Neerslag (mm)               | 22    | 27    | 39    | 44   | 28   | 4    | 3    | 1    | 4    | 14   | 20    | 21   | 227   |
| Bron: (ru) Weer en klimaat  |       |       |       |      |      |      |      |      |      |      |       |      |       |

## Hoogste vrijstaande vlaggenmast

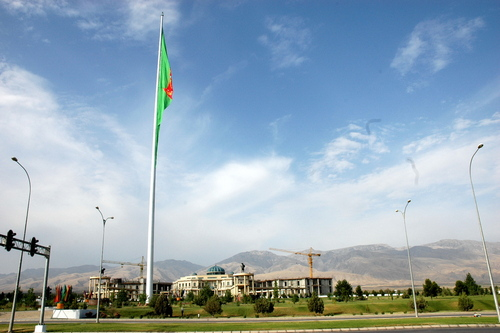
Vlaggenmast van Asjchabad

De vlaggenmast van Asjchabad is met een hoogte van 133 meter een tijd de op een na hoogste vlaggenmast ter wereld geweest, na die van Kijŏng-dong (160 meter) en volgens het Guinness Book of World Records was het de hoogste vrijstaande vlaggenmast ter wereld. De mast werd op 26 juni 2008 in gebruik genomen en versloeg daarmee die van Akaba (130 meter) uit 2003. Omstreeks 2012 zijn de vlaggenmasten in Bakoe op het Nationale Vlagplein (162 meter) en in Doesjanbe (165 meter) hoger dan die van Asjchabad en Kijŏng-dong.

## Stedenbanden
- Albuquerque (Verenigde Staten), sinds 1990
- Ankara (Turkije)

## Bekende inwoners van Asjchabad

### Geboren
- Joelian Kalisjer (1935-2007), Russisch animatiefilmmaker
- Kurban Berdyev (1952), voetbalcoach
- Inha Babakova (1967), Oekraïens hoogspringster
- Danil Boerkenja (1978), hink-stap-springer
- Elnur Hüseynov (1987), Azerbeidzjaans zanger